# Graniczna Placówka Kontrolna Straży Granicznej w Tłumaczowie
Graniczna Placówka Kontrolna Straży Granicznej w Tłumaczowie – nieistniejąca obecnie graniczna jednostka organizacyjna Straży Granicznej wykonująca kontrolę graniczną osób, towarów i środków transportu bezpośrednio w przejściach granicznych na granicy z Republiką Czeską.

## Formowanie i zmiany organizacyjne
Graniczna Placówka Kontrolna Straży Granicznej w Tłumaczowie (GPK SG w Tłumaczowie) została utworzona w sierpniu 1993 roku i weszła w podporządkowanie Sudeckiego Oddziału Straży Granicznej .
Jako Graniczna Placówka Kontrolna Straży Granicznej w Tłumaczowie funkcjonowała do 23 sierpnia 2005 roku i 24 sierpnia 2005 roku została przekształcona na Placówkę Straży Granicznej w Tłumaczowie (PSG w Tłumaczowie) .

## Ochrona granicy
GPK SG w Tłumaczowie ochraniała granicę państwową, organizowała i dokonywała kontroli ruchu granicznego w przejściu granicznym:
- Tłumaczów-Otovice – drogowe[1] .